# Mennica w Lwówku Śląskim
Mennica w Lwówku Śląskim – mennica Księstwa Jaworsko-Świdnickiego w Lwówku Śląskim, w której Bolko I lub Bernard, lub Henryk bili kwartniki i halerze.